# Beck's Bolero
"Beck's Bolero" é uma canção de rock instrumental gravada pelo guitarrista britânico Jeff Beck, em 1966. É a primeira gravação solo de Beck e foi descrita como "um dos grandes instrumentais de rock, um épico, harmônico e ritmicamente ambicioso infundido com energia primal". "Beck's Bolero" apresenta uma "melodia assombrando" várias partes de guitarra movidas por um ritmo inspirado pelo Boléro de Ravels. A sessão de gravação reuniu um grupo de músicos, incluindo Jimmy Page, Keith Moon, John Paul Jones e Nicky Hopkins, que mais tarde concordaram que o repertório foi uma primeira tentativa do que se tornou o Led Zeppelin.

## Antecedentes
A sessão de gravação de "Beck's Bolero" foi concebida como um projeto paralelo de Jeff Beck, enquanto era um membro dos Yardbirds. De acordo com o cantor: "foi decidido que seria uma boa ideia eu gravar algumas de minhas próprias músicas ... em parte para parar de me lamentar sobre os Yardbirds". Pensava também que a gestão dos Yardbirds estava incentivando os membros da banda a chamar a atenção para o grupo através do sucesso de projetos solo. Beck chamou seu amigo de longa data e guitarrista de estúdio Jimmy Page, que havia recomendado Beck como substituto de Eric Clapton na banda, para trabalhar em algumas ideias de músicas a gravar.
Embora haja um desacordo sobre quem apareceu com o que (veja a seção desacordo sobre os créditos abaixo), tanto Beck quanto Page concordam que Jimmy começou a tocar alguns acordes em um violão de doze cordas usando um ritmo baseado no Boléro. A peça orquestral, composta por Maurice Ravel em 1928, é "construída sobre um tema persistente, repetitivo apoiado por uma tarola ... recriando o padrão de dança espanhola 'bolero' para orquestra completa". Uma linha melódica foi desenvolvida juntamente com uma parte do meio para quebrar o ritmo, que lembra arranjos dos Yardbirds como "For Your Love" e "Shapes of Things".
Com pelo menos o esboço de uma música e Page tocando guitarra, Beck virou-se para o baterista Keith Moon, do The Who. Moon, que estava descontente com sua banda na época, prontamente concordou em participar, mas queria fazê-lo incógnito, para evitar um confronto com Pete Townshend e o gerente do The Who, Kit Lambert. O baterista recomendou seu colega de banda John Entwistle, que estava igualmente descontentes com seu grupo, a fornecer o baixo.

## Gravação
A sessão de gravação foi marcada para 16 de maio de 1966 no IBC Studios, em Londres. Keith Moon chegou ao estúdio disfarçado com óculos escuros e um chapéu de cossaco russo. John Entwistle não pode comparecer, de modo que os músicos de estúdio John Paul Jones (baixo) e Nicky Hopkins (piano) foram trazidos no último minuto. O produtor dos Yardbirds, Simon Napier-Bell, ficou à disposição para produzir a sessão (veja a seção desacordo sobre os créditos abaixo).
Moon teve tempo limitado a se dedicar à sessão, assim a gravação foi concluída em duas a três horas. Para as partes de guitarra, Jeff Beck usou uma Gibson Les Paul tocando através de um amplificador Vox AC30 e Jimmy Page teve uma Fender Electric XII de doze cordas elétrica. No meio da canção, Keith Moon quebrou o microfone do tambor com sua vara. Segundo Beck, "na verdade você pode ouvi-lo gritando já que ele faz isso", "então tudo que você pode ouvir a partir dai são os pratos [da bateria]!". Depois do baterista e Napier-Bell saírem, Beck e Page adicionaram overdubs e tratamentos de som para completar a faixa.

## Composição
"Beck's Bolero" é dividido em três partes – a primeira parte começa com uma seção de acordes de guitarra de doze cordas com o ritmo bolero e a linha de melodia, tocada em uma guitarra sem distorção com a apresentação de um "infinito sustentar". Na segunda seção, o piano de apoio, baixo e bateria entram e a tensão aumenta. A terceira seção "de repente sai do tema principal em uma bela seção serena destacando slide guitars-glissando", com o eco deslizante-carregado de Beck semelhante a um som de violão de aço. A quarta seção retorna à melodia principal com um sobreposto "baixo-mergulho" deslizante. Segundo ele, "a eliminação progressiva foi ideia de Jimmy ... Joguei uma carga de waffle e ele a inverteu." A tensão aumenta enquanto Moon acrescenta floreios de bateria, culminando com uma pausa.
A segunda parte começa com uma quebra de tambor simultânea a um grito da Moon e inicia-se diferente, com uma direção hard rock. "Foi a minha ideia de cortar no meio, o estilo Yardbirds", de acordo com Beck, "Keith aumentou o ritmo e deu-lhe um impulso extra. É como um pouco de The Who, um pouco de The Yardbirds e um pouco de mim". A guitarra amplamente distorcida fornece "um descendente riff grosso tonificado", que modula através de notas mais altas.
A terceira parte retorna ao tema principal com preenchimentos de guitarra adicionais. A linha melódica é abandonada na segunda parte e substituída por várias "camadas cruz-desbotadas" de efeitos de guitarra, incluindo introdução progressiva, eco, e feedback controlado. Conclui-se com algumas barras de guitarra fortemente distorcidas e um fim abrupto.

## Lançamento
Beck, Page, Hopkins, Jones e Moon teriam ficado satisfeitos com a gravação e falava-se em formar um grupo de trabalhos e gravações adicionais. Isto levou à famosa piada de Moon (ou de Entwistle do): "Sim, ele iria decolar como um zepelim de chumbo". No entanto, "nunca foi uma opção realista" por causa de obrigações contratuais existentes. Embora outras músicas foram gravadas na sessão, "Beck's Bolero" tornou-se o única a ser lançada.
O lançamento da gravação de "Beck's Bolero" foi adiada por dez meses, bem depois de Jeff Beck deixar os Yardbirds. Ela apareceu como o lado B do primeiro single do artista, "Hi Ho Silver Lining", que foi lançado em 10 de março de 1967 no Reino Unido (Columbia DB 9151) e em 3 de abril de 1967 nos Estados Unidos (Epic 5-10157). Inicialmente o Reino Unido pressionou o single listado o título como "Bolero" com Jeff Beck como o compositor, enquanto prensagens posteriores mostravam "Beck's Bolero" e "J. Page". A música chegou ao número quatorze no UK Singles Chart. O instrumental também apareceu no álbum de estreia do Jeff Beck Group Truth, de 1968.
Jeff Beck ainda lista 'Beck's Bolero' "como uma de suas favoritas em todos os tempos" e a tocou inúmeras vezes, muitas vezes, como seu número de abertura. Uma versão ao vivo, em 2008, aparece em seu álbum e vídeo Live at Ronnie Scott's. Em 4 de abril de 2009, Page introduziu formalmente Beck no Rock and Roll Hall of Fame e juntos eles tocaram "Beck's Bolero" na cerimônia de indução, com Page tocando com uma guitarra elétrica Fender XII de doze cordas original, que ele usou para a sessão de gravação de 1966.

## Desacordo sobre os créditos

### Produção
Na época do lançamento da música, Jeff Beck estava sob contrato com produtor Mickie Most. Assim, a maioria recebeu um "crédito de produção contratualmente mandato", embora ele não estivesse envolvido na gravação. O produtor dos Yardbirds, Simon Napier-Bell, que estava presente, pelo menos na gravação, afirmou que ele a produziu. No entanto, de acordo com Jimmy Page "a faixa foi feita e, em seguida, o produtor, Simon Napier-Bell, simplesmente desapareceu ... [ele] apenas deixou a mim e Jeff fazê-la. Jeff estava tocando e eu estava no console" e considera-se produtor. Mais nomes aparecem no single e álbum como produtor.

### Composição
Jimmy Page entrou com um pedido de créditos como compositor de "Beck's Bolero" e é o nome que aparece nos créditos de todos, menos o lançamento inicial. No entanto, Jeff Beck reivindicou os créditos por suas contribuições significativas à composição. Tanto Beck e Page concordam que surgiu através dos acordes de de influência e ritmo do Boléro. Entretanto, Beck afirma especificamente que a linha melódica de guitarra e a segunda parte da pausa "hard-rock" são dele. Apesar de não abordar a melodia ou o fim, Page afirma "eu escrevi, tocando sobre ela, a produzindo ... e eu não dou a mínima para o que [Jeff] disse. Essa é a verdade", mas acrescenta: "os pedaços de slides são dele". Beck acrescentou: "Não, eu não recebi um crédito de composição, mas você ganhou alguns e perder outros ao longo dos anos". No entanto, Beck e Page fizeram várias aparições juntos em entrevistas e shows ao longo dos anos.

## Reconhecimento e influência
"Beck's Bolero" tem aparecido em várias listas "melhor de" e a gravação de maio de 1966 pré-datou outros marcos no hard rock na década de 1960, como a formação do Cream, Jimmy Page se juntando aos Yardbirds depois de se tornar um dos primeiros guitarras com Beck a formar uma dupla de líderes da banda, e da chegada de Jimi Hendrix na Inglaterra para formar o the Experience. O guitarrista Mike Bloomfield lembrou que "Beck's Bolero" teve um "impacto significativo sobre Jimi Hendrix, que nomeou-a entre suas faixas favoritas". Beck lembrou a execução de uma versão ao vivo com Hendrix na guitarra, mas uma gravação ainda não se verificou.
De acordo com o companheiro de banda Hour Glass pré-Allman Brothers Band Paul Hornsby, "Beck's Bolero" inspirou Duane Allman a assumir a slide guitar. Ele tocou a gravação de Beck e Allman "amou essa parte de slides e me disse que ia aprender a toca-la." Além disso, o grupo de rock americano James Gang usou a seção slide-guitar de "Beck's Bolero" em seu próprio conjunto multi-parte, "The Bomber" (que também incluiu uma versão do Boléro de Ravel) para o seu álbum James Gang Rides Again, de 1969.
Vários artistas gravaram a música, incluindo os SRC, The Posies, Les Fradkin, Eric Johnson, e Return to Forever. Jimmy Page a usou na parte medley de "How Many More Times" para o álbum de estreia do Led Zeppelin.